# Расово-антропологическая школа
Расово-антропологическая школа — одна из влиятельных школ в социологии и антропологии второй половины XIX — начала XX века. Иногда её также называют антропосоциологией. Основателем школы считается французский мыслитель-расист Артюр де Гобино. Схожие идеи звучали также в работах палеонтолога Агассиса, антрополога Гента и др. в 50-х гг. XIX века.

## Идеи расово-антропологической школы
Общие черты и положения этого направления таковы:
- представление о том, что культура и социальная жизнь являются, в первую очередь, результатом воздействия расово-антропологических факторов;
- отрицание существования равенства рас;
- деление рас на «высшие» и «низшие»;
- интерпретация общественного развития и социального поведения людей в понятиях биологической наследственности и борьбы «высших» и «низших» рас;
- оценка смешения рас как негативного явления с точки зрения социального и культурного развития общества.

Расово-антропологическая школа сформировалась в условиях роста популярности учения Дарвина о борьбе за существование и естественном отборе, господства биологического подхода в социологии, широкого распространения всевозможных антропометрических измерений и попыток биологической классификации рас. Расово-антропологическая школа ориентировалась на позитивистский идеал научности (построение социального знания по образцу естественных наук), несла на себе отпечаток механистичности и биологизма, была тесно связана с социал-дарвинизмом и, при отсутствии необходимой фактической информации, часто прибегала к домыслам и спекуляциям, подменяя научные выводы наукообразными спекулятивными построениями.
Параллельно с обсуждением вполне научного вопроса о полифилетическом происхождении рас человека представители школы пропагандировали идеи о неполноценности «цветных» рас. По многим своим положениям антропосоциологи приблизились к самому настоящему расизму.

## Представители расово-антропологической школы
- Ж.-А. де Гобино (Франция)
- Хьюстон Стюарт Чемберлен (Великобритания)
- Отто Аммон (Германия)
- Жорж Ваше де Ляпуж (Франция)
- Людвиг Вольтман (Германия)
- Мэдиссон Грант (США)
- Шарль Летурно (Франция)

## Критика расово-антропологической школы
Идеи расово-антропологической школы были подвергнуты в конце XIX—XX в. исчерпывающей критике. Абсолютное большинство её теоретических положений опровергались, доказывались произвольность и ценносто-предрассудочная подоплёка таких тезисов и понятий, как «раса», «арийская раса», «чистота расы», связь между физико-анатомическими расовыми особенностями и интеллектуальными способностями и т. д. Критики заявляли, что культурные различия между расами определяются не физиологическими расовыми факторами, а средой, в которой они развивались. Большую роль в этой критике сыграли работы Ф. Боаса, Г. Мюрдала, Ф. Хэнкинса, Т. Вайца, С. Оссовского и др.
На протяжении последних десятилетий влияние концепций расово-антропологической школы не присутствует в более или менее значительных социологических теориях. Антропосоциологию, сводящую проблему развития общества к конкуренции различных расовых типов, расценивают как псевдонауку. Однако её влияние присутствует в идеологиях и идеологических программах различных режимов и политических движений, в основном — крайне правых (фашисты, неонацисты).